# 마르크 카사도
마르크 카사도 토라스(카탈루냐어: Marc Casadó Torras)는 스페인의 프로 축구 선수로, 현재 FC 바르셀로나에서 수비형 미드필더로 뛰고 있다.